# Klang (Stockhausen)
Pour les articles homonymes, voir Klang.
Klang (Die 24 Stunden des Tages - Les 24 heures du jour) est un cycle de compositions de Karlheinz Stockhausen, sur lequel il a travaillé de 2004 à sa mort en 2007.

## Historique
Il était destiné à se composer de 24 compositions de musique de chambre, représentant chacune une heure de la journée, avec une couleur différente systématiquement attribuée à chaque heure.
Le cycle n'était pas encore terminé quand le compositeur est mort, de sorte que les trois dernières « heures » manquent.
Les 21 pièces complétées incluent des solos, des duos, des trios, un septuor, et la dernière composition entièrement électronique de Stockhausen, Cosmic Pulses.
La quatrième composition est une pièce de théâtre pour un percussionniste solo, et il y a aussi deux compositions auxiliaires qui ne font pas partie du cycle principal. Les œuvres achevées portent les opus numéros 81-101.

## Titres des parties[1]
- 1re heure : Himmelfahrt
- 2e heure : Freude
- 3e heure : Natürliche Dauern 1-24
- 4e heure : Himmels-Tür
- 5e heure : Harmonien
- 6e heure : Schönheit
- 7e heure : Balance
- 8e heure : Glück
- 9e heure : Hoffnung
- 10e heure : Glanz
- 11e heure : Treue
- 12e heure : Erwachen
- 13e heure : Cosmic pulses
- 14e heure : Havona
- 15e heure : Orvonton
- 16e heure : Uversa
- 17e heure : Nebadon
- 18e heure : Jerusem
- 19e heure : Urantia
- 20e heure : Edentia
- 21e heure : Paradies